# Huset Malatesta
Malatesta var et italiensk fyrstehus.
Malatesta var en fornem italiensk familie, der fra 1295 til 1500 herskede over byen Rimini og dens territorium og efterhånden udvidede dette. Stamfaderen, en Guelferhøvding, som 1275 opkastede sig til hersker i Rimini, skal have fået navnet som øgenavn; det betyder "slemt hoved". Slægten har en række voldsomme og samvittighedsløse, men tillige højt begavede krigerske og administrativt dygtige tyranner at opvise, og dens historie er rig på blodgerninger og andre grueligheder. En af de tidligste og mest kendte medlemmer af familien var Giovanni Malatesta (død 1304), gift med Francesca da Rimini, hans broder Paolo Malatesta (ca. 1246, død 1285) var Francescas elskede, og det var i Malatestaernes borg, at Francescas og Paolos tragedie (Dantes inferno) udspilledes. Senere træffer man Sigismondo Pandolfo Malatesta (død 1468), der var en tapper kriger, en kundskabsrig beskytter af videnskab og kunst, men om hvem der berettes en mængde forfærdelige misgerninger. 1500 erobrede Cesare Borgia Rimini og jog slægten Malatesta i landflygtighed. 1503 blev byen solgt til Venedig, 1528 tilfaldt den endelig Pavestaten; efter den tid rejste slægten sig ikke mere.